# Liste des codes IATA des aéroports/B
Liste des codes IATA des aéroports internationaux.
Le code de deux lettres qui suit la ville est la subdivision du pays (région, État…) selon la norme ISO 3166-2.
- A
- B
- C
- D
- E
- F
- G
- H
- I
- J
- K
- L
- M
- N
- O
- P
- Q
- R
- S
- T
- U
- V
- W
- X
- Y
- Z

- Haut – BA
- BB
- BC
- BD
- BE
- BF
- BG
- BH
- BI
- BJ
- BK
- BL
- BM
- BN
- BO
- BP
- BQ
- BR
- BS
- BT
- BU
- BV
- BW
- BX
- BY
- BZ

## BA
| AITA | OACI | Aéroport                                   | Lieu                                                             |
| ---- | ---- | ------------------------------------------ | ---------------------------------------------------------------- |
| BAA  | AYBL | Aérodrome de Bialla                        | Bialla, Nouvelle-Bretagne occidentale, Papouasie-Nouvelle-Guinée |
| BAB  | KBAB | Beale Air Force Base                       | Marysville, Californie, États-Unis                               |
| BAC  |      | Aérodrome de Barranca de Upía              | Barranca de Upía, Meta, Colombie                                 |
| BAD  | KBAD | Barksdale Air Force Base                   | Bossier City, Louisiane, États-Unis                              |
| BAE  | LFMR | Aérodrome de Barcelonnette - Saint-Pons    | Barcelonnette, Provence-Alpes-Côte d'Azur, France                |
| BAF  | KBAF | Aéroport régional de Westfield-Barnes (en) | Westfield, Massachusetts, États-Unis                             |
| BAG  | RPUB | Aéroport Loakan (en)                       | Baguio, Benguet, Philippines                                     |
| BAH  | OBBI | Aéroport international de Bahreïn          | Manama, Capitale, Bahreïn                                        |
| BAI  | MRBA | Aéroport de Buenos Aires (en)              | Buenos Aires, Puntarenas, Costa Rica                             |
| BAJ  |      | Aérodrome de Bali                          | Bali, Nouvelle-Bretagne occidentale, Papouasie-Nouvelle-Guinée   |
| BAK  | ---  | Metropolitan Area                          | Bakou, Azerbaïdjan                                               |
| BAL  | LTCJ | Aéroport de Batman (en)                    | Batman, Province de Batman, Turquie                              |
| BAM  | KBAM | Aéroport de Battle Mountain (en)           | Battle Mountain, Nevada, États-Unis                              |
| BAN  | FZVR | Aéroport de Basongo                        | Basongo, Kasaï, République démocratique du Congo                 |
| BAP  |      | Aérodrome de Baibara                       | Baibara, Province centrale, Papouasie-Nouvelle-Guinée            |
| BAQ  | SKBQ | Aéroport international Ernesto Cortissoz   | Barranquilla, Atlántico, Colombie                                |
| BAR  | ZJQH | Aéroport de Qionghai-Bo'ao (en)            | Qionghai, Hainan, Chine                                          |
| BAS  | AGGE | Aéroport de Balalae (en)                   | Ìle Balalae (en), Province de l'Ouest, Îles Salomon              |
| BAT  | SNBA | Aéroport de Barretos                       | Barretos, São Paulo, Brésil                                      |
| BAV  | ZBOW | Aéroport de Baotou Donghe                  | Baotou, Mongolie-Intérieure, Chine                               |
| BAW  |      | Aéroport de Biawonque                      | Biawonque, Ogooué-Maritime, Gabon                                |
| BAX  | UNBB | Aéroport de Barnaoul                       | Barnaoul, Altaï, Russie                                          |
| BAY  | LRBM | Aéroport de Baia Mare                      | Baia Mare, Maramureș, Roumanie                                   |
| BAZ  | SWBC | Aéroport de Barcelos                       | Barcelos, Amazonas, Brésil                                       |

## BB
| AITA | OACI | Aéroport                              | Lieu                                                     |
| ---- | ---- | ------------------------------------- | -------------------------------------------------------- |
| BBA  | SCBA | Aéroport de Balmaceda                 | Balmaceda (en), Aisén, Chili                             |
| BBB  | KBBB | Aéroport municipal de Benson (en)     | Benson, Minnesota, États-Unis                            |
| BBC  | KBYY | Aéroport municipal de Bay City (en)   | Bay City, Texas, États-Unis                              |
| BBD  | KBBD | Aérodrome de Curtis Field             | Brady, Texas, États-Unis                                 |
| BBG  | NGTU | Aérodrome de Butaritari               | Butaritari, Îles Gilbert, Kiribati                       |
| BBH  | EDBH | Aéroport de Stralsund-Barth (en)      | Stralsund, Mecklembourg-Poméranie-Occidentale, Allemagne |
| BBI  | VEBS | Aéroport Biju Patnaik de Bhubaneswar  | Bhubaneswar, Odisha, Inde                                |
| BBJ  | EDRB | Bitburg Air Base                      | Bitburg, Rhénanie-Palatinat, Allemagne                   |
| BBK  | FBKE | Aérodrome de Kasane                   | Kasane, District du Nord-Ouest, Botswana                 |
| BBL  | YLLE | Aéroport de Ballera (en)              | Ballera, Queensland, Australie                           |
| BBM  | VDBG | Aéroport de Battambang (en)           | Battambang, Province de Battambang, Cambodge             |
| BBN  | WBGZ | Aéroport de Bario                     | Bario, Sarawak, Malaisie                                 |
| BBO  | HCMI | Aéroport de Berbera                   | Berbera, Saaxil, Somalie                                 |
| BBP  | EGHJ | Aéroport de Bembridge (en)            | Bembridge, Île de Wight, Angleterre, Royaume-Uni         |
| BBQ  | TAPH | Aérodrome Codrington de Barbuda       | Codrington, Île de Barbuda, Antigua-et-Barbuda           |
| BBR  | TFFB | Aérodrome de Basse-Terre – Baillif    | Basse-Terre, Guadeloupe, France                          |
| BBS  | EGLK | Aéroport de Blackbushe                | Yateley, Hampshire, Angleterre, Royaume-Uni              |
| BBT  | FEFT | Aérodrome de Berbérati                | Berbérati, Mambéré-Kadéï, République centrafricaine      |
| BBU  | LRBS | Aéroport international Aurel-Vlaicu   | Bucarest, Roumanie                                       |
| BBV  | DIGN | Aéroport de Nero-Mer                  | Grand-Béréby, San-Pédro, Côte d'Ivoire                   |
| BBW  | KBBW | Aéroport municipal de Broken Bow (en) | Broken Bow, Nebraska, États-Unis                         |
| BBX  | KLOM | Aérodrome Wings (en)                  | Philadelphie, Pennsylvanie, États-Unis                   |
| BBY  | FEFM | Aéroport de Bambari (en)              | Bambari, Ouaka, République centrafricaine                |
| BBZ  | FLZB | Aéroport de Zambezi (en)              | Zambezi (en), Province Nord-Occidentale, Zambie          |

## BC
| AITA | OACI | Aéroport                                            | Lieu                                                                 |
| ---- | ---- | --------------------------------------------------- | -------------------------------------------------------------------- |
| BCA  | MUBA | Aérodrome Gustavo Rizo                              | Baracoa, Guantánamo, Cuba                                            |
| BCB  | KBCB | Aéroport de Virginia Tech-Montgomery Executive (en) | Blacksburg, Virginie, États-Unis                                     |
| BCC  |      | Aéroport de Bear Creek 3 (en)                       | Bear Creek, Alaska, États-Unis                                       |
| BCD  | RPVB | Aéroport de Bacolod-Silay                           | Bacolod, Negros occidental, Philippines                              |
| BCE  | KBCE | Aéroport de Bryce Canyon (en)                       | Parc national de Bryce Canyon, Utah, États-Unis                      |
| BCF  | FEGU | Aéroport de Bouca (en)                              | Bouca, Ouham, République centrafricaine                              |
| BCG  |      | Aéroport Bemichi (sv)                               | Kumaka (en), Barima-Waini, Guyana                                    |
| BCH  | WPEC | Aéroport de Baucau                                  | Baucau, Municipalité de Baucau, Timor oriental                       |
| BCI  | YBAR | Aéroport de Barcaldine (en)                         | Barcaldine, Queensland, Australie                                    |
| BCK  |      | Aéroport de Bolwarra (ceb)                          | Bolwarra, Queensland, Australie                                      |
| BCL  | MRBC | Aérodrome de Barra del Colorado                     | Barra del Colorado Wildlife Refuge (en), Limón, Costa Rica           |
| BCM  | LRBC | Aéroport international Georges-Enesco               | Bacău, Județ de Bacău, Roumanie                                      |
| BCN  | LEBL | Aéroport Josep Tarradellas Barcelone-El Prat        | Barcelone, Catalogne, Espagne                                        |
| BCO  | HABC | Aéroport de Baco                                    | Jinka, Région des nations, nationalités et peuples du Sud, Éthiopie  |
| BCP  | AYBC | Aérodrome de Bambu                                  | Bambu, Madang, Papouasie-Nouvelle-Guinée                             |
| BCQ  |      | Aéroport de Birak (en)                              | Birak, Wadi ach Chatii, Libye                                        |
| BCR  | SWNK | Aéroport Novo Campo (sv)                            | Boca do Acre, Amazonas, Brésil                                       |
| BCS  |      | Aérodrome Southern hydrobase (en)                   | Belle Chasse, Louisiane, États-Unis                                  |
| BCT  | KBCT | Aéroport de Boca Raton (en)                         | Boca Raton, Floride, États-Unis                                      |
| BCU  | DNBA | Aéroport de Bauchi                                  | Bauchi, État de Bauchi, Nigeria                                      |
| BCV  |      | Aérodrome Hector Silva de Belmopan                  | Belmopan, Cayo, Belize                                               |
| BCW  |      | Aéroport de Benguerra (en)                          | Benguerra Island (en), Inhambane Mozambique                          |
| BCX  | UWUB | Aérodrome de Beloretsk                              | Beloretsk, Bachkirie, Russie                                         |
| BCY  | HABU | Aérodrome de Bulchi                                 | Bulchi, Région des nations, nationalités et peuples du Sud, Éthiopie |
| BCZ  |      | Aéroport de Bickerton (sv)                          | Île de Bickerton (en), Territoire du Nord, Australie                 |

## BD
| AITA | OACI | Aéroport                                   | Lieu                                                                |
| ---- | ---- | ------------------------------------------ | ------------------------------------------------------------------- |
| BDA  | TXKF | Aéroport international L.F. Wade           | Hamilton, Bermudes, Territoire britannique d'outre-mer, Royaume-Uni |
| BDB  | YBUD | Aéroport de Bundaberg (en)                 | Bundaberg, Queensland, Australie                                    |
| BDC  | SNBC | Aéroport de Barra do Corda (pt)            | Barra do Corda, Maranhão, Brésil                                    |
| BDD  | YBAU | Aéroport de l'île Badu (en)                | Île Badu, Queensland, Australie                                     |
| BDE  | KBDE | Aéroport de Baudette (en)                  | Baudette, Minnesota, États-Unis                                     |
| BDF  |      | Aérodrome Rinkenberger RLA                 | Bradford, Illinois, États-Unis                                      |
| BDG  | KBDG | Aéroport municipal de Blanding (en)        | Blanding, Utah, États-Unis                                          |
| BDH  | OIBL | Aéroport de Bandar Lengeh (en)             | Bandar Lengeh, Hormozgan, Iran                                      |
| BDI  | FSSB | Aérodrome de l'île aux Oiseaux             | Île aux Oiseaux, La Digue and Inner Islands, Seychelles             |
| BDJ  | WAOO | Aéroport Syamsudin Noor                    | Banjarmasin, Kalimantan du Sud, Indonésie                           |
| BDK  | DIBU | Aérodrome de Soko                          | Bondoukou, Gontougo, Côte d'Ivoire                                  |
| BDL  | KBDL | Aéroport international Bradley             | Windsor Locks, Connecticut, États-Unis                              |
| BDM  | LTBG | Aéroport de Bandırma (en)                  | Bandırma, Balıkesir, Turquie                                        |
| BDN  | OPTH | Aéroport Talhar                            | Badin, Sind, Pakistan                                               |
| BDO  | WICC | Aéroport international Husein-Sastranegara | Bandung, Java occidental, Indonésie                                 |
| BDP  | VNCG | Aéroport de Bhadrapur                      | Bhadrapur (en), Région de développement Est, Népal                  |
| BDQ  | VABO | Aéroport de Vadodara                       | Vadodara, Gujarat, Inde                                             |
| BDR  | KBDR | Aéroport Sikorsky Memorial (en)            | Bridgeport, Connecticut, États-Unis                                 |
| BDS  | LIBR | Aéroport de Brindisi                       | Brindisi, Pouilles, Italie                                          |
| BDT  | FZFD | Aéroport de Gbadolite                      | Gbadolite, Nord-Ubangi, République démocratique du Congo            |
| BDU  | ENDU | Aéroport de Bardufoss                      | Bardufoss, Troms, Norvège                                           |
| BDV  | FZRB | Aéroport de Moba (en)                      | Moba, Tanganyika, République démocratique du Congo                  |
| BDW  | YBDF | Aérodrome de Bedford Downs (sv)            | Bedford Downs Station (en), Australie-Occidentale, Australie        |
| BDX  |      | Aéroport de Broadus (en)                   | Broadus, Montana, États-Unis                                        |
| BDY  |      | Aéroport de Bandon-State (en)              | Bandon, Oregon, États-Unis                                          |
| BDZ  | AYBG | Aérodrome de Baindoung                     | Baindoung, Morobe, Papouasie-Nouvelle-Guinée                        |

## BE
| AITA | OACI | Aéroport                                                              | Lieu                                                        |
| ---- | ---- | --------------------------------------------------------------------- | ----------------------------------------------------------- |
| BEA  |      | Aérodrome de Bereina                                                  | Bereina, Province centrale, Papouasie-Nouvelle-Guinée       |
| BEB  | EGPL | Aérodrome de Benbecula                                                | Benbecula, Hébrides extérieures, Écosse, Royaume-Uni        |
| BEC  | KBEC | Aéroport Beech Factory (en)                                           | Wichita, Kansas, États-Unis                                 |
| BED  | KBED | Aérodrome Hanscom (en)                                                | Bedford, Massachusetts, États-Unis                          |
| BEE  |      | Aérodrome de Beagle Bay                                               | Beagle Bay Community (en), Australie-Occidentale, Australie |
| BEF  | MNBL | Aéroport de Bluefields (en)                                           | Bluefields, Côte caraïbe sud, Nicaragua                     |
| BEG  | LYBE | Aéroport Nikola-Tesla de Belgrade                                     | Belgrade, Serbie centrale, Serbie                           |
| BEH  | KBEH | Aéroport régional Southwest Michigan (en)                             | Benton Harbor, Michigan, États-Unis                         |
| BEI  | HABE | Aéroport de Beica                                                     | Beica, Oromia, Éthiopie                                     |
| BEJ  | WAQT | Aéroport Kalimarau                                                    | Tanjung Redeb (en), Kalimantan oriental, Indonésie          |
| BEK  | VIBY | Aéroport de Bareli (en)                                               | Bareli, Uttar Pradesh, Inde                                 |
| BEL  | SBBE | Aéroport de Belém                                                     | Belém, Pará, Brésil                                         |
| BEM  | GMMD | Aéroport de Béni Mellal                                               | Béni Mellal, Béni Mellal-Khénifra, Maroc                    |
| BEN  | HLLB | Aéroport international de Benina                                      | Benghazi, District de Benghazi, Libye                       |
| BEO  | YLMQ | Aérodrome de Lac Macquarie (en)                                       | Ville de Lac Macquarie, Nouvelle-Galles du Sud, Australie   |
| BEP  | VOBI | Aéroport de Bellary (en)                                              | Bellary, Karnataka, Inde                                    |
| BEQ  | EGXH | RAF Honington                                                         | Bury St Edmunds, Suffolk, Angleterre, Royaume-Uni           |
| BER  | ---  | Metropolitan Area (futur aéroport Willy-Brandt de Berlin-Brandebourg) | Berlin, Allemagne                                           |
| BES  | LFRB | Aéroport de Brest-Bretagne                                            | Brest, Région Bretagne, France                              |
| BET  | PABE | Aéroport de Bethel                                                    | Bethel, Alaska, États-Unis                                  |
| BEU  | YBIE | Aéroport de Bedourie (en)                                             | Bedourie, Queensland, Australie                             |
| BEV  | LLBS | Aéroport de Beer-Sheva (en)                                           | Beer-Sheva, District sud Israël                             |
| BEW  | FQBR | Aéroport de Beira                                                     | Beira, Sofala, Mozambique                                   |
| BEX  | EGUB | RAF Benson (en)                                                       | Benson, Oxfordshire, Angleterre, Royaume-Uni                |
| BEY  | OLBA | Aéroport international de Beyrouth - Rafic Hariri                     | Beyrouth, Gouvernorat de Beyrouth, Liban                    |
| BEZ  | NGBR | Aérodrome de Beru (en)                                                | Beru, Îles Gilbert, Kiribati                                |

## BF
| AITA | OACI | Aéroport                                | Lieu                                                   |
| ---- | ---- | --------------------------------------- | ------------------------------------------------------ |
| BFA  | SGBN | Aérodrome de Bahía Negra                | Bahía Negra (es), Alto Paraguay, Paraguay              |
| BFC  |      | Aérodrome de Bloomfield (sv)            | Bloomfield (en), Queensland, Australie                 |
| BFD  | KBFD | Aéroport régional de Bradford (en)      | Bradford, Pennsylvanie, États-Unis                     |
| BFE  | EDLI | Aérodrome de Bielefeld                  | Bielefeld, Rhénanie-du-Nord-Westphalie, Allemagne      |
| BFF  | KBFF | Aéroport régional Western Nebraska (en) | Scottsbluff, Nebraska, États-Unis                      |
| BFG  |      | Aérodrome Bullfrog Basin (en)           | Glen Canyon National Recreation Area, Utah, États-Unis |
| BFH  | SBBI | Aéroport Bacacheri (en)                 | Curitiba, Paraná, Brésil                               |
| BFI  | KBFI | Aéroport Boeing-Comté de King           | Seattle, État de Washington, États-Unis                |
| BFJ  | ZUBJ | Aéroport de Bijie-Feixiong (en)         | Bijie, Guizhou, Chine                                  |
| BFK  | KBKF | Buckley Air Force Base                  | Aurora, Colorado, États-Unis                           |
| BFL  | KBFL | Aérodrome Meadows Field (en)            | Bakersfield, Californie, États-Unis                    |
| BFM  | KBFM | Aéroport de Mobile-Downtown (en)        | Mobile, Alabama, États-Unis                            |
| BFN  | FABL | Aéroport Bram Fischer de Bloemfontein   | Bloemfontein, État libre, Afrique du Sud               |
| BFO  | FVCZ | Aéroport Buffalo Range (en)             | Chiredzi, Masvingo, Zimbabwe                           |
| BFP  | KBVI | Aéroport du comté de Beaver (en)        | Beaver Falls, Pennsylvanie, États-Unis                 |
| BFQ  |      | Aéroport Bahía Piña (en)                | Puerto Piña (en), Darién, Panama                       |
| BFR  | KBFR | Aéroport municipal Virgil I. Grissom    | Bedford, Indiana, États-Unis                           |
| BFS  | EGAA | Aéroport international de Belfast       | Belfast, Irlande du Nord, Royaume-Uni                  |
| BFT  | KARW | Aéroport du comté de Beaufort (en)      | Lady's Island (en), Caroline du Sud, États-Unis        |
| BFU  | ZSBB | Aéroport de Bengbu (en)                 | Bengbu, Anhui, Chine                                   |
| BFV  | VTUO | Aéroport de Buriram (en)                | Buriram, Province de Buriram, Thaïlande                |
| BFW  | DAOS | Aéroport de Sidi Bel Abbès (en)         | Sidi Bel Abbès, Wilaya de Sidi Bel Abbès, Algérie      |
| BFX  | FKKU | Aéroport de Bafoussam                   | Bafoussam, Région de l'Ouest, Cameroun                 |

## BG
| AITA | OACI | Aéroport                                               | Lieu                                          |
| ---- | ---- | ------------------------------------------------------ | --------------------------------------------- |
| BGA  | SKBG | Aéroport international Palonegro                       | Bucaramanga, Santander, Colombie              |
| BGB  | FOGB | Aéroport de Booué (en)                                 | Booué, Ogooué-Ivindo, Gabon                   |
| BGC  | LPBG | Aéroport de Bragance (en)                              | Bragance, District de Bragance, Portugal      |
| BGD  | KBGD | Aéroport du comté d'Hutchinson (en)                    | Borger, Texas, États-Unis                     |
| BGE  | KBGE | Aérodrome du comté de Decatur-Industrial Air Park (en) | Bainbridge, Géorgie, États-Unis               |
| BGF  | FEFF | Aéroport international de Bangui                       | Bangui, République centrafricaine             |
| BGG  | LTCU | Aéroport de Bingöl                                     | Bingöl, Province de Bingöl, Turquie           |
| BGH  | GQNE | Aéroport Abbaye (en)                                   | Boghé, Brakna, Mauritanie                     |
| BGI  | TBPB | Aéroport international Grantley-Adams                  | Seawell, Christ Church, Barbade               |
| BGJ  | BIBF | Aérodrome de Borgarfjörður eystri                      | Borgarfjörður eystri, Austurland, Islande     |
| BGK  | MZBG | Aérodrome de Big Creek                                 | Big Creek, Stann Creek, Belize                |
| BGL  | VNBL | Aérodrome Balewa                                       | Baglung, Région de développement Ouest, Népal |
| BGM  | KBGM | Aéroport du grand Binghamton                           | Binghamton, New York, États-Unis              |
| BGN  | UESG | Aéroport de Belaya Gora (en)                           | Belaya Gora (en), Sakha, Russie               |
| BGO  | ENBR | Aéroport de Bergen                                     | Bergen, Hordaland, Norvège                    |
| BGP  |      | Aérodrome de Bongo (sv)                                | Bongo, Ogooué-Maritime, Gabon                 |
| BGQ  | PAGQ | Aéroport de Big Lake (en)                              | Big Lake, Alaska, États-Unis                  |
| BGR  | KBGR | Aéroport international de Bangor                       | Bangor, Maine, États-Unis                     |
| BGT  |      | Aérodrome de Bagdad (en)                               | Bagdad, Arizona, États-Unis                   |
| BGU  | FEFG | Aéroport de Bangassou (en)                             | Bangassou, Mbomou, République centrafricaine  |
| BGV  | SSBG | Aérodrome de Bento Gonçalves (pt)                      | Bento Gonçalves, Rio Grande do Sul, Brésil    |
| BGW  | ORBI | Aéroport international de Bagdad                       | Bagdad, Province de Bagdad, Irak              |
| BGX  | SBBG | Aéroport Comandante Gustavo Kraemer (en)               | Bagé, Rio Grande do Sul, Brésil               |
| BGY  | LIME | Aéroport international de Bergame-Orio al Serio        | Bergame, Lombardie, Italie                    |
| BGZ  | LPBR | Aéroport de Braga                                      | Braga, District de Braga, Portugal            |

## BH
| AITA | OACI | Aéroport                                           | Lieu                                                     |
| ---- | ---- | -------------------------------------------------- | -------------------------------------------------------- |
| BHA  | SESV | Aéroport Los Perales (en)                          | Bahía de Caráquez, Manabí, Équateur                      |
| BHB  | KBHB | Aéroport de Bar Harbor-Comté de Hancock (en)       | Bar Harbor, Maine, États-Unis                            |
| BHD  | EGAC | Aéroport de Belfast-George Best                    | Belfast, Irlande du Nord, Royaume-Uni                    |
| BHE  | NZWB | Aérodrome Woodbourne (en)                          | Blenheim, Marlborough, Nouvelle-Zélande                  |
| BHF  | SKCP | Aérodrome Cupica                                   | Bahía Solano, Chocó Colombie                             |
| BHG  | MHBL | Aéroport de Brus Laguna (en)                       | Brus Laguna, Gracias a Dios, Honduras                    |
| BHH  | OEBH | Aéroport de Bisha                                  | Qal'at Bishah, Asir, Arabie saoudite                     |
| BHI  | SAZB | Aéroport Comandante Espora                         | Bahía Blanca, Buenos Aires, Argentine                    |
| BHJ  | VABJ | Aéroport de Bhuj (en)                              | Bhuj, Gujarat, Inde                                      |
| BHK  | UTSB | Aéroport de Boukhara                               | Boukhara, Province de Boukhara, Ouzbékistan              |
| BHL  |      | Aéroport de Bahía de los Ángeles (en)              | Bahía de los Ángeles (en), Basse-Californie, Mexique     |
| BHM  | KBHM | Aéroport international de Birmingham-Shuttlesworth | Birmingham, Alabama, États-Unis                          |
| BHN  | OYBN | Aéroport de Beihan (en)                            | Beihan, Chabwa, Yémen                                    |
| BHO  | VABP | Aéroport Raja Bhoj                                 | Bhopal, Madhya Pradesh, Inde                             |
| BHP  | VNBJ | Aéroport de Bhojpur                                | Bhojpur, Région de développement Est, Népal              |
| BHQ  | YBHI | Aéroport de Broken Hill                            | Broken Hill, Nouvelle-Galles du Sud, Australie           |
| BHR  | VNBP | Aéroport de Bhâratpur                              | Bhâratpur, Région de développement Centre, Népal         |
| BHS  | YBTH | Aéroport de Bathurst (en)                          | Bathurst, Nouvelle-Galles du Sud, Australie              |
| BHT  |      | Aérodrome de Brighton Downs                        | Brighton Downs, Queensland, Australie                    |
| BHU  | VABV | Aéroport de Bhavnagar (en)                         | Bhavnagar, Gujarat, Inde                                 |
| BHV  | OPBW | Aéroport international de Bahawalpur               | Bahawalpur, Pendjab, Pakistan                            |
| BHW  |      | Aérodrome Bhagatanwala                             | Sargodha, Pendjab, Pakistan                              |
| BHX  | EGBB | Aéroport de Birmingham                             | Birmingham, Midlands de l'Ouest, Angleterre, Royaume-Uni |
| BHY  | ZGBH | Aéroport de Beihai Fucheng                         | Beihai, Guangxi, Chine                                   |
| BHZ  |      | Aire métropolitaine                                | Belo Horizonte, Minas Gerais, Brésil                     |

## BI
| AITA | OACI | Aéroport                                 | Lieu                                        |
| ---- | ---- | ---------------------------------------- | ------------------------------------------- |
| BIA  | LFKB | Aéroport de Bastia-Poretta               | Bastia, France                              |
| BIB  | HCMB | Aéroport de Baidoa                       | Baidoa, Somalie                             |
| BIC  |      | Aéroport de Big Creek                    | Big Creek, Alaska, États-Unis               |
| BID  | KBID | Aéroport de Block Island                 | Block Island, Rhode Island, États-Unis      |
| BIE  | KBIE | Aéroport de Béatrice                     | Beatrice, Nebraska, États-Unis              |
| BIF  | KBIF | Base Aérienne de Biggs                   | Fort Bliss - El Paso, Texas, États-Unis     |
| BIG  | PABI | Aérodrome d'Allen Aaf (en)               | Fort Greely, Alaska, États-Unis             |
| BIH  | KBIH | Aérodrome de Bishop                      | Bishop, Californie, États-Unis              |
| BII  |      | Aérodrome de l'atoll des Bikini          | Bikini, Îles Marshall                       |
| BIJ  |      | Aérodrome de Biliau                      | Biliau, Papouasie-Nouvelle-Guinée           |
| BIK  | WABB | Aéroport Frans-Kaisiepo                  | Biak, Indonésie                             |
| BIL  | KBIL | Aéroport international de Billings Logan | Billings, Montana, États-Unis               |
| BIM  | MYBS | Aéroport international de South Bimini   | Îles Bimini, Bahamas                        |
| BIN  | OABN | Aéroport de Bâmiyân                      | Bâmiyân, Afghanistan                        |
| BIO  | LEBB | Aéroport international de Bilbao         | Bilbao, Espagne                             |
| BIP  |      | Aérodrome de Bulimba                     | Bulimba , Queensland, Australie             |
| BIQ  | LFBZ | Aéroport de Biarritz-Pays basque         | Biarritz, France                            |
| BIR  | VNVT | Aéroport de Biratnagar                   | Biratnagar, Népal                           |
| BIS  | KBIS | Aéroport municipal de Bismarck           | Bismarck, Dakota du Nord, États-Unis        |
| BIT  | ---  | Aéroport de Baitadi                      | Baitadi, Népal                              |
| BIU  | BIBD | Aérodrome de Bíldudalur                  | Bíldudalur, Islande                         |
| BIV  | FEFR | Aéroport de Bria                         | Bria, République centrafricaine             |
| BIW  | YBIL | Aérodrome de Billiluna                   | Billiluna, Australie-Occidentale, Australie |
| BIX  | KBIX | Keesler Air Force Base                   | Biloxi, Mississippi, États-Unis             |
| BIY  | FABE | Aérodrome de Bhisho (en)                 | Bhisho, Afrique du Sud                      |
| BIZ  |      | Aérodrome de Bimin                       | Bimin, Papouasie-Nouvelle-Guinée            |

## BJ
| AITA | OACI | Aéroport                                     | Lieu                                         |
| ---- | ---- | -------------------------------------------- | -------------------------------------------- |
| BJA  | DAAE | Aéroport de Béjaïa - Soummam - Abane Ramdane | Béjaïa, Algérie                              |
| BJB  | OIMN | Aéroport de Bodjnourd (en)                   | Bodjnourd, Iran                              |
| BJC  | KBJC | Aérodrome de Rocky Mountain (en)             | Denver, Colorado, États-Unis                 |
| BJD  | BIBK | Aérodrome de Bakkafjörður                    | Bakkafjörður, Islande                        |
| BJE  |      | Aéroport de Baleela                          | Baleela, Soudan                              |
| BJF  | ENBS | Aéroport de Båtsfjord                        | Båtsfjord, Norvège                           |
| BJG  |      | Aéroport de Bolaang                          | Kabupaten de Bolaang Mongondow, Indonésie    |
| BJH  | VNBG | Aéroport de Bajhang (en)                     | Jayaprithvi, District de Bajhang, Népal      |
| BJI  | KBJI | Aérodrome de Bemidji (en)                    | Bemidji, Minnesota, États-Unis               |
| BJJ  | KBJJ | Aérodrome du comté de Wayne (en)             | Wooster, Ohio, États-Unis                    |
| BJK  | WAPK | Aérodrome de Benjina (en)                    | Benjina, Indonésie                           |
| BJL  | GBYD | Aéroport international de Banjul             | Banjul, Gambie                               |
| BJM  | HBBA | Aéroport international Melchior Ndadaye      | Bujumbura, Burundi                           |
| BJN  |      | Aéroport de Bajone                           | Bajone, Mozambique                           |
| BJO  | SLBJ | Aérodrome de Bermejo (en)                    | Bermejo, Bolivie                             |
| BJP  | SBBP | Aérodrome de Estadual Arthur Siqueira (en)   | Bragança Paulista, État de São Paulo, Brésil |
| BJQ  |      | Aérodrome de Bahja (en)                      | Bahja, Oman                                  |
| BJR  | HABD | Aéroport de Bahir Dar                        | Baher Dar, Éthiopie                          |
| BJS  |      | Aire métropolitaine                          | Pékin, Chine                                 |
| BJT  |      | Aéroport de Bentota River (en)               | Bentota, Sri Lanka                           |
| BJU  | VNBR | Aéroport de Bajura                           | Bajura, Népal                                |
| BJV  | LTFE | Aéroport de Bodrum-Milas                     | Bodrum/Milas, Turquie                        |
| BJW  |      | Aéroport de Bajawa Soa (en)                  | Bajawa, Indonésie                            |
| BJX  | MMLO | Aéroport international del Bajio             | Guanajuato, Mexique                          |
| BJY  | LYBT | Base aérienne de Batajnica                   | Belgrade, Serbie                             |
| BJZ  | LEBZ | Aéroport de Badajoz                          | Badajoz, Espagne                             |

## BK
| AITA | OACI | Aéroport                                                        | Lieu                                                   |
| ---- | ---- | --------------------------------------------------------------- | ------------------------------------------------------ |
| BKA  | UUBB | Aéroport de Bykovo                                              | Moscou, Russie                                         |
| BKB  | VIBK | Aéroport de Bîkâner                                             | Bîkâner, Inde                                          |
| BKC  | PABL | Aéroport de Buckland                                            | Buckland, Alaska, États-Unis                           |
| BKD  | KBKD | Aéroport de Breckenridge                                        | Breckenridge, Texas, États-Unis                        |
| BKE  | KBKE | Aéroport municipal de Baker City                                | Baker City, Oregon, États-Unis                         |
| BKF  |      | Hydroaéroport de Lake Brooks                                    | Parc national et réserve de Katmai, Alaska, États-Unis |
| BKG  | KBBG | Aérodrome de Branson                                            | Branson, Missouri, États-Unis                          |
| BKH  | PHBK | Pacific Missile Range Facility                                  | Kauai, Hawaï, États-Unis                               |
| BKI  | WBKK | Aéroport international de Kota Kinabalu                         | Kota Kinabalu, Sabah, Malaisie                         |
| BKJ  | GUOK | Aéroport Baralande                                              | Boké, Guinée                                           |
| BKK  | VTBS | Aéroport international de Bangkok                               | Bangkok, Thaïlande                                     |
| BKL  | KBKL | Aéroport de Burke Lakefront                                     | Cleveland, Ohio, États-Unis                            |
| BKM  | WBGQ | Aérodrome de Ba'kelalan                                         | Ba'kelalan, Sarawak, Malaisie                          |
| BKN  | UT1H | Aérodrome de Balkanabat                                         | Balkanabat, Balkan, Turkménistan                       |
| BKO  | GABS | Aéroport international de Bamako-Sénou                          | Bamako, Mali                                           |
| BKP  | YBAW | Aéroport de Barkly Downs                                        | Barkly Downs, Queensland, Australie                    |
| BKQ  | YBCK | Aéroport de Blackall                                            | Blackall, Comté de Blackall, Queensland, Australie     |
| BKR  | FTTK | Aéroport de Bokoro                                              | Bokoro, Tchad                                          |
| BKS  | WIPL | Aéroport Fatmawati Soekarno                                     | Bengkulu, Sumatra, Indonésie                           |
| BKT  | KBKT | Aérodrome Militaire de Blackstone Blackstone, Comté de Nottoway | Blackstone, Virginie, États-Unis                       |
| BKU  | FMSV | Aéroport de Betioky                                             | Betioky, Province de Tuléar, Madagascar                |
| BKV  | KBKV | Aéroport Régional Brooksville–Tampa Bay                         | Brooksville, Floride, États-Unis                       |
| BKW  | KBKW | Aéroport de Raleigh County Memorial                             | Beckley, Virginie-Occidentale, États-Unis              |
| BKX  | KBKX | Aéroport municipal de Brookings                                 | Brookings, Dakota du Sud, États-Unis                   |
| BKY  | FZMA | Aéroport de Kavumu                                              | Bukavu, République démocratique du Congo               |
| BKZ  | HTBU | Aéroport de Bukoba                                              | Bukoba, Tanzanie                                       |

## BL
| AITA | OACI | Aéroport                                               | Lieu                                                  |
| ---- | ---- | ------------------------------------------------------ | ----------------------------------------------------- |
| BLA  | SVBC | Aéroport international Général José Antonio Anzoátegui | Barcelona, Venezuela                                  |
| BLB  | MPPA | Aéroport de Panamá Pacífico                            | Balboa, Panama                                        |
| BLC  | FKKG | Aéroport de Bali                                       | Bali, Province du Nord-Ouest, Cameroun                |
| BLD  |      | Aéroport Municipal de Boulder City                     | Boulder City, Nevada, États-Unis                      |
| BLE  | ESSD | Aéroport de Borlänge                                   | Borlänge, Dalécarlie, Suède                           |
| BLF  | KBLF | Aéroport de Mercer County                              | Bluefied, Virginie-Occidentale, États-Unis            |
| BLG  | WBGC | Aéroport de Belaga                                     | Belaga, Sarawak, Malaisie                             |
| BLH  | KBLH | Aéroport de Blythe                                     | Blythe, Californie, États-Unis                        |
| BLI  | KBLI | Aéroport de Bellingham                                 | Bellingham, Washington, États-Unis                    |
| BLJ  | DABT | Aéroport de Batna - Mostepha Ben Boulaid               | Batna, Algérie                                        |
| BLK  | EGNH | Aéroport de Blackbool                                  | Blackpool, Royaume-Uni                                |
| BLL  | EKBI | Aéroport de Billund                                    | Billund, Danemark                                     |
| BLM  | KBLM | Monmouth Executive Airport                             | Belmar, New Jersey, États-Unis                        |
| BLN  | YBLA | Aéroport de Benalla                                    | Benalla, Victoria, Australie                          |
| BLO  | BIBL | Aéroport de Húnabyggð                                  | Húnabyggð, Islande                                    |
| BLP  | SPBL | Aéroport de Bellavista                                 | Bellavista, Région de Callao, Pérou                   |
| BLQ  | LIPE | Aéroport de Bologne-Borgo Panigale                     | Bologne, Italie                                       |
| BLR  | VOBL | Aéroport international Kempegowda                      | Bangalore, Inde                                       |
| BLS  | YBBL | Aérodrome de Bollon                                    | Bollon, Comté de Balonne, Queensland, Australie       |
| BLT  | YBTR | Aérodrome de Blackwater                                | Blackwater, Comté de Duaringa, Queensland, Australie  |
| BLU  | KBLU | Aérodrome Blue Canyon-Nyack                            | Emigrant Gap, Comté de Placer, Californie, États-Unis |
| BLV  | KBLV | Aéroport de Saint-Louis MidAmerica                     | Belleville, Illinois, États-Unis                      |
| BLW  |      | Aérodrome de Waimanalo                                 | Waimanalo, Hawaï, États-Unis                          |
| BLX  | LIDB | Aérodrome de Belluno                                   | Belluno, Italie                                       |
| BLY  | EIBT | Aéroport de Belmullet                                  | Belmullet, Irlande                                    |
| BLZ  | FWCL | Aéroport International Chileka                         | Blantyre, Malawi                                      |

## BM
| AITA | OACI | Aéroport                          | Lieu                                                |
| ---- | ---- | --------------------------------- | --------------------------------------------------- |
| BMA  | ESSB | Aéroport de Stockholm-Bromma      | Stockholm, Suède                                    |
| BMB  | FZFU | Aéroport de Bumba                 | Bumba, République démocratique du Congo             |
| BMC  | KBMC | Aéroport de Brigham City          | Brigham City, Utah, États-Unis                      |
| BMD  | FMML | Aérodrome de Belo sur Tsiribihina | Belon'i Tsiribihina, Province de Tuléar, Madagascar |
| BME  | YBRM | Aéroport international de Broome  | Broome, Australie-Occidentale, Australie            |
| BMF  | FEGM | Aérodrome de Bakouma              | Bakouma, Mbomou, République centrafricaine          |
| BMG  | KBMG | Aéroport du comté de Monroe       | Bloomington, Indiana, États-Unis                    |
| BMH  | AYBO | Aéroport de Bomai                 | Bomai, Papouasie-Nouvelle-Guinée                    |
| BMI  | KBMI | Central Illinois Regional Airport | Bloomington / Normal, Illinois, États-Unis          |
| BMJ  | SYBR | Aéroport de Baramita              | Baramita, Barima-Waini, Guyana                      |
| BMK  | EDWR | Aérodrome de Borkum               | Borkum, Allemagne                                   |
| BML  | KBML | Aérodrome de Berlin               | Berlin, New Hampshire, États-Unis                   |
| BMM  | FOOB | Aéroport de Bitam                 | Bitam, Gabon                                        |
| BMN  | ORBB | Aéroport de Bamerny               | Bamerny, province de Salah ad-Din, Irak             |
| BMO  | VYBM | Aéroport de Bhamo                 | Bhamo, Myanmar                                      |
| BMP  | YBPI | Aéroport de Brampton Island       | Brampton Island, Queensland, Australie              |
| BMQ  |      | Aéroport de Bamburi               | Bamburi, Province de la Côte, Kenya                 |
| BMR  | EDWZ | Aéroport de Baltrum               | Baltrum, Allemagne                                  |
| BMS  | SNCU | Aéroport de Brumado               | Brumado, Bahia, Brésil                              |
| BMT  | KBMT | Aéroport municipal de Beaumont    | Beaumont, Texas, États-Unis                         |
| BMU  | WADB | Aéroport de Bima                  | Bima, Indonésie                                     |
| BMV  | VVBM | Aéroport de Buôn Ma Thuôt         | Buôn Ma Thuột, Đắk Lắk, Viêt Nam                    |
| BMW  | DATM | Aéroport de Bordj Badji Mokhtar   | Bordj-Badji-Mokhtar, Algérie                        |
| BMX  | PABM | Big Mountain Air Force Station    | Big Mountain, Alaska, États-Unis                    |
| BMY  | NWWC | Aérodrome de Bélep                | Belep, Nouvelle-Calédonie, France                   |
| BMZ  | AYBF | Aéroport de Bamu                  | Bamu, Province de l'Ouest Papouasie-Nouvelle-Guinée |

## BN
| AITA | OACI | Aéroport                               | Lieu                                                      |
| ---- | ---- | -------------------------------------- | --------------------------------------------------------- |
| BNA  | KBNA | Aéroport international de Nashville    | Nashville, Tennessee, États-Unis                          |
| BNB  | FZGN | Aéroport de Boende                     | Boende, République démocratique du Congo                  |
| BNC  | FZNP | Aéroport de Beni-Mavivi                | Beni, République démocratique du Congo                    |
| BND  | OIKB | Aéroport international de Bandar Abbas | Bandar Abbas, Iran                                        |
| BNE  | YBBE | Aéroport international de Brisbane     | Brisbane, Queensland, Australie                           |
| BNF  |      | Warm Springs Bay Seaplane Base         | Baranof Warm Springs, Alaska, États-Unis                  |
| BNG  | KBNG | Aéroport municipal de Banning          | Banning, Californie, États-Unis                           |
| BNI  | KBNG | Aéroport de Benin City                 | Benin City, Nigeria                                       |
| BNK  | DNBE | Aéroport de Ballina Byron Gateway      | Ballina, Nouvelle-Galles du Sud, Australie                |
| BNL  | KBNL | Aéroport du comté de Barnwell          | Barnwell, Caroline du Sud, États-Unis                     |
| BNM  | DNBE | Aéroport de Bodinumu                   | Bodinumu, Papouasie-Nouvelle-Guinée                       |
| BNN  | ENBN | Aéroport de Brønnøysund, Brønnøy       | Brønnøysund, Comté de Nordland, Norvège                   |
| BNO  | KBNO | Aéroport municipal de Burns            | Burns, Oregon, États-Unis                                 |
| BNP  | OPBN | Aéroport de Bannu                      | Bannu, Province de la Frontière-du-Nord-Ouest, Pakistan   |
| BNQ  |      | Aéroport de Baganga                    | Baganga, Région de Davao, Philippines                     |
| BNR  | DFOB | Aérodrome de Banfora                   | Banfora, Burkina Faso                                     |
| BNS  | SVBI | Aéroport de Barinas                    | Barinas, Venezuela                                        |
| BNT  | AYDI | Aéroport de Bundi                      | Bundi, Madang, Papouasie-Nouvelle-Guinée                  |
| BNU  | SSBL | Aéroport de Blumenau                   | Blumenau, Santa Catarina, Brésil                          |
| BNV  |      | Aéroport de Bundi                      | Boana, Morobe, Papouasie-Nouvelle-Guinée                  |
| BNW  | KBNW | Aéroport municipal de Boone            | Boone, Iowa, États-Unis                                   |
| BNX  | LQBK | Aéroport international de Banja Luka   | Banja Luka, Bosnie-Herzégovine                            |
| BNY  | AGGB | Aéroport d’Anua                        | Île Bellona, Province de Rennell et Bellona, Îles Salomon |
| BNZ  |      | Aéroport de Banz                       | Banz, Papouasie-Nouvelle-Guinée                           |

## BO
| AITA | OACI | Aéroport                                   | Lieu                                               |
| ---- | ---- | ------------------------------------------ | -------------------------------------------------- |
| BOA  | FZAJ | Aéroport de Boma                           | Boma, République démocratique du Congo             |
| BOB  | NTTB | Aéroport de Bora Bora                      | Îles de la Société, Polynésie française, France    |
| BOC  | MPBO | Aérodrome de Bocas del Toro                | Bocas del Toro, Panama                             |
| BOD  | LFBD | Aéroport de Bordeaux-Mérignac              | Bordeaux, France                                   |
| BOE  | FCOB | Aéroport de Bounji                         | Boundji, République du Congo                       |
| BOF  |      | Bolling Air Force Base                     | District de Columbia, États-Unis                   |
| BOG  | SKBO | Aéroport international El Dorado           | Bogota, Colombie                                   |
| BOH  | EGHH | Aéroport de Bournemouth                    | Bournemouth, Angleterre, Royaume-Uni               |
| BOI  | KBOI | Aéroport de Boise                          | Boise, Idaho, États-Unis                           |
| BOJ  | LBBG | Aéroport de Bourgas                        | Bourgas, Bulgarie                                  |
| BOK  | KBOK | Brookings State Airport                    | Brookings, Oregon, États-Unis                      |
| BOL  | EGQB | RAF Ballykelly                             | Ballykelly, Irlande du Nord, Royaume-Uni           |
| BOM  | VABB | Aéroport international Chhatrapati-Shivaji | Bombay, Inde                                       |
| BON  | TNCB | Aéroport international Flamingo-Bonaire    | Pays-Bas, Antilles néerlandaises, Pays-Bas         |
| BOO  | ENBO | Aéroport de Bodø                           | Bodø, Norvège                                      |
| BOP  | FEFO | Aérodrome de Bouar                         | Bouar, République centrafricaine                   |
| BOQ  |      | Aéroport de Boku                           | Boku, Papouasie-Nouvelle-Guinée                    |
| BOR  | LFSQ | Aérodrome de Belfort - Fontaine            | Belfort, France                                    |
| BOS  | KBOS | Aéroport international Logan de Boston     | Boston, Massachusetts, États-Unis                  |
| BOU  | LFLD | Aéroport de Bourges                        | Bourges, France                                    |
| BOV  |      | Aéroport de Boang                          | Boang, Nouvelle-Irlande, Papouasie-Nouvelle-Guinée |
| BOW  | KBOW | Aéroport municipal de Bartow               | Bartow, Floride, États-Unis                        |
| BOX  | YBRL | Aéroport de Borroloola                     | Borroloola, Territoire du Nord, Australie          |
| BOY  | DFOO | Aéroport de Bobo-Dioulasso                 | Bobo-Dioulasso, Burkina Faso                       |
| BOZ  | FEGZ | Aérodrome de Bozoum                        | Bozoum, Ouham-Pendé, République centrafricaine     |

## BP
| AITA | OACI | Aéroport                                           | Lieu                                                 |
| ---- | ---- | -------------------------------------------------- | ---------------------------------------------------- |
| BPA  |      | Aéroport de Grumman-Bethpage                       | Grumman-Bethpage, New York, États-Unis               |
| BPB  |      | Aéroport de Boridi                                 | Boridi, Province centrale, Papouasie-Nouvelle-Guinée |
| BPC  | FKKV | Aéroport de Bamenda                                | Bamenda, Cameroun                                    |
| BPD  | AYBP | Aéroport de Bapi                                   | Bapi, Papouasie-Nouvelle-Guinée                      |
| BPF  | AGBT | Aéroport de Batuna                                 | Batuna, Îles Salomon                                 |
| BPG  | SBBW | Aéroport de Barra do Garças                        | Barra do Garças, Mato Grosso, Brésil                 |
| BPH  | RPMF | Aéroport de Bislig                                 | Bislig, Mindanao, Philippines                        |
| BPI  | KBPI | Miley Memorial Field                               | Big Piney-Marbleton, Wyoming, États-Unis             |
| BPK  | AYBQ | Aéroport de Biangabip                              | Biangabip, Papouasie-Nouvelle-Guinée                 |
| BPL  | ZWBL | Aéroport de Bole Alashankou                        | Bole, Xinjiang, Chine                                |
| BPM  | VOHY | Aéroport de Begumpet                               | Hyderabad, Telangana, Inde                           |
| BPN  | WALL | Aéroport international Sultan-Aji-Muhamad-Sulaiman | Balikpapan, Indonésie                                |
| BPR  |      | Aéroport de Great Aussie Hole                      | Great Aussie Hole, Australie                         |
| BPS  | SPBS | Aéroport de Porto Seguro                           | Porto Seguro, Bahia, Brésil                          |
| BPT  | KBPT | Aéroport du comté de Jefferson                     | Beaumont/Port Arthur, Texas, États-Unis              |
| BPU  |      | Aéroport de Beppu                                  | Beppu, Japon                                         |
| BPX  | ZUBD | Aéroport de Qamdo Bamda                            | Chamdo, Tibet, Chine                                 |
| BPY  | FMNQ | Aérodrome de Besalampy                             | Besalampy, Province de Majunga, Madagascar           |

## BQ
| AITA | OACI | Aéroport                           | Lieu                                          |
| ---- | ---- | ---------------------------------- | --------------------------------------------- |
| BQA  | RPUR | Aérodrome Dr. Juan C. Angara       | Baler, Province d'Aurora, Philippines         |
| BQB  | YBLN | Aérodrome de Busselton             | Busselton, Australie occidentale, Australie   |
| BQD  |      | Aéroport de Búðardalur             | Búðardalur, Islande                           |
| BQE  | GGBE | Aéroport de Bubaque                | Bubaque, Archipel des Bijagos, Guinée-Bissau  |
| BQG  | UHNB | Aéroport de Bogorodskoïe           | Bogorodskoïe, Kraï de Khabarovsk, Russie      |
| BQH  | EGKB | Aérodrome de Londres Biggin Hill   | Londres, Angleterre, Royaume-Uni              |
| BQJ  |      | Aéroport de Batagaï                | Batagaï, Sakha, Russie                        |
| BQK  | KBQK | Aéroport de Brunswick Golden Isles | Brunswick, Géorgie, États-Unis                |
| BQL  | YBOU | Aéroport de Boulia                 | Boulia, Queensland, Australie                 |
| BQN  | TJBQ | Aéroport Rafael Hernández          | Borinquen, Aguadilla, Porto Rico              |
| BQO  | DIBN | Aérodrome de Tehini                | Téhini, Bouna, Côte d’Ivoire                  |
| BQQ  | SNBX | Aérodrome de Barra                 | Barra, Bahia, Brésil                          |
| BQS  | UHBB | Aéroport d'Ignatiévo               | Blagovechtchensk, Oblast de l'Amour, Russie   |
| BQT  | UMBB | Aéroport de Brest                  | Brest, Biélorussie                            |
| BQU  | TVSB | Aéroport J. F. Mitchell            | Bequia, Saint-Vincent-et-les-Grenadines       |
| BQV  |      | Base d'hydravions de Bartlett Cove | Skagway-Hoonah-Angoon, Alaska, États-Unis     |
| BQW  | YBGO | Aéroport de Balgo Hills            | Balgo Hills, Australie-Occidentale, Australie |

## BR
| AITA | OACI | Aéroport                                                 | Lieu                                              |
| ---- | ---- | -------------------------------------------------------- | ------------------------------------------------- |
| BRA  | SNBR | Aéroport de Barreiras                                    | Barreiras, Bahia, Brésil                          |
| BRB  | SBRR | Aéroport de Barreirinhas                                 | Barreirinhas, Maranhão, Brésil                    |
| BRC  | SAZS | Aéroport de San Carlos de Bariloche                      | San Carlos de Bariloche, Argentine                |
| BRD  | KBRD | Aérodrome régional de Brainerd Lakes                     | Brainerd-Crow Wing, Minnesota, États-Unis         |
| BRE  | EDDW | Aéroport de Brême                                        | Brême, Land de Brême, Allemagne                   |
| BRF  |      |                                                          | Bradford, Angleterre, Royaume-Uni                 |
| BRG  | KBRG | Aéroport municipal de Whitesburg                         | Whitesburg, Kentucky, États-Unis                  |
| BRH  |      | Aéroport de Brahman                                      | Brahman, Papouasie-Nouvelle-Guinée                |
| BRI  | LIBD | Aéroport de Bari                                         | Palese Macchie, Bari, Italie                      |
| BRJ  |      | Aéroport de Bright                                       | Bright, Victoria, Australie                       |
| BRK  | YBKE | Aéroport de Bourke                                       | Bourke, Nouvelle-Galles-du-Sud, Australie         |
| BRL  | KBRL | Aéroport municipal de Burlington                         | Burlington, Iowa, États-Unis                      |
| BRM  | SVBM | Aéroport international Jacinto Lara                      | Barquisimeto, Venezuela                           |
| BRN  | LSZB | Aéroport international Berne-Belp                        | Berne, Suisse                                     |
| BRO  | KBRO | Aéroport international de Brownsville-South Padre Island | Brownsville/South Padre Island, Texas, États-Unis |
| BRP  | AYBR | Aéroport de Biaru                                        | Biaru, Papouasie-Nouvelle-Guinée                  |
| BRQ  | LKTB | Aéroport de Brno-Tuřany                                  | Brno, Tchéquie                                    |
| BRR  | EGPR | Aéroport de Barra                                        | Barra, Écosse, Royaume-Uni                        |
| BRS  | EGGD | Aéroport international de Bristol                        | Bristol, Angleterre, Royaume-Uni                  |
| BRT  | YBTI | Aéroport de l’Île Bathurst                               | Île Bathurst, Territoire du Nord, Australie       |
| BRU  | EBBR | Aéroport de Bruxelles-National                           | Bruxelles, Belgique                               |
| BRV  | EDWB | Aéroport de Bremerhaven                                  | Bremerhaven, Allemagne                            |
| BRW  | KBRW | Aéroport de Barrow                                       | Barrow, Alaska, États-Unis                        |
| BRX  | MDBH | Aéroport international María-Montez                      | Barahona, République dominicaine                  |
| BRY  | KBRY | Samuels Field                                            | Bardstown, Kentucky, États-Unis                   |
| BRZ  |      | Aéroport de Borotou                                      | Borotou, Côte d'Ivoire                            |

## BS
| AITA | OACI | Aéroport                                               | Lieu                                        |
| ---- | ---- | ------------------------------------------------------ | ------------------------------------------- |
| BSA  | HCMF | Aéroport international Bender Qassim                   | Bossaso, Bari, Somalie                      |
| BSB  | SBBR | Aéroport international Presidente Juscelino Kubitschek | Brasilia, District fédéral, Brésil          |
| BSC  | SKBS | Aéroport de Bahía Solano                               | Bahía Solano, Chocó, Colombie               |
| BSD  | ZPBS | Aéroport de Baoshan Yunrui                             | Baoshan, Yunnan, Chine                      |
| BSE  | WBGN | Aéroport de Sematan                                    | Sematan, Sarawak, Malaisie                  |
| BSF  | PHSF | Bradshaw Army Airfield                                 | Hawaï, Hawaï, États-Unis                    |
| BSG  | FGBT | Aéroport de Bata                                       | Bata, Guinée équatoriale                    |
| BSI  | RPLE | Aéroport de Balesin                                    | Île Balesin, Quezon, Philippines            |
| BSJ  | YBNS | Aéroport de Bairnsdale                                 | Bairnsdale, Victoria, Australie             |
| BSL  | LFSB | Aéroport international de Bâle-Mulhouse-Fribourg       | Bâle, Suisse                                |
| BSM  | OINJ | Base aérienne de Bisheh Kola                           | Bisheh Kola, Iran                           |
| BSN  | FEFS | Aéroport de Bossangoa                                  | Bossangoa, République centrafricaine        |
| BSO  | RPUO | Aéroport de Basco                                      | Basco, Batanes, Philippines                 |
| BSP  | AYBH | Aéroport de Bensbach                                   | Bensbach, Papouasie-Nouvelle-Guinée         |
| BSQ  |      | Aéroport municipal de Bisbee                           | Bisbee, Arizona, États-Unis                 |
| BSR  | ORMM | Aéroport international de Bassorah                     | Bassorah, Irak                              |
| BSS  | SNBS | Aéroport de Balsas                                     | Balsas, Maranhão, Brésil                    |
| BST  | OABT | Aérodrome de Lashkar Gah                               | Lashkar Gah, Afghanistan                    |
| BSU  | FZEN | Aéroport de Basankusu                                  | Basankusu, République démocratique du Congo |
| BSV  |      | Aéroport de Besakoa                                    | Besakoa, Madagascar                         |
| BSW  |      | Aéroport de Boswell Bay                                | Boswell Bay, Alaska, États-Unis             |
| BSX  | VYPN | Aéroport de Pathein                                    | Pathein, Myanmar                            |
| BSY  | HCMD | Aéroport de Bardera                                    | Bardera, Gedo, Somalie                      |
| BSZ  |      | Aéroport de Bartletts                                  | Egegik, Alaska, États-Unis                  |

## BT
| AITA | OACI | Aéroport                                    | Lieu                                          |
| ---- | ---- | ------------------------------------------- | --------------------------------------------- |
| BTA  | FKKO | Aéroport de Bertoua                         | Bertoua, Cameroun                             |
| BTB  | FCOT | Aéroport de Bétou                           | Betou, Likouala, République du Congo          |
| BTC  | VTTC | Aéroport international de Batticaloa        | Batticaloa, Province de l'Est, Sri Lanka      |
| BTD  |      | Aéroport de Brunette Downs                  | Brunette Downs, Territoire du Nord, Australie |
| BTE  | GFBN | Aéroport international de Sherbro           | Bonthe, Province du Sud, Sierra Leone         |
| BTF  | KBTF | Skypark                                     | Bountiful, Utah, États-Unis                   |
| BTG  | FEGF | Aéroport de Batangafo                       | Batangafo, Ouham, République centrafricaine   |
| BTH  | WIKB | Aéroport international Hang Nadim           | Hang Nadim, Indonésie                         |
| BTI  | PABA | Aéroport de Barter Island                   | Île Barter, Alaska, États-Unis                |
| BTJ  | WITT | Aéroport international Sultan-Iskandar-Muda | Kuturaja, Banda Aceh, Indonésie               |
| BTK  | UIBB | Aéroport de Bratsk                          | Bratsk, Irkoutsk, Russie                      |
| BTL  | KBTL | W. K. Kellogg Airport                       | Battle Creek, Michigan, États-Unis            |
| BTM  | KBTM | Aéroport Bert Mooney                        | Butte, Montana, États-Unis                    |
| BTN  | KBBP | Marlboro County Jetport                     | Bennettsville, Caroline du Sud, États-Unis    |
| BTO  |      | Aérodrome de Botopasie                      | Botopasie, Sipaliwini, Suriname               |
| BTP  | KBTP | Aéroport du comté de Butler                 | Butler, Pennsylvanie, États-Unis              |
| BTQ  | HRYI | Aérodrome de Butare                         | Butare, Rwanda                                |
| BTR  | KBTR | Aéroport métropolitain de Bâton-Rouge       | Bâton-Rouge, Louisiane, États-Unis            |
| BTS  | LZIB | Aéroport M. R. Štefánik                     | Bratislava, Slovaquie                         |
| BTT  | PABT | Aéroport de Bettles                         | Bettles, Alaska, États-Unis                   |
| BTU  | WBGB | Aéroport de Bintulu                         | Bintulu, Sarawak, Malaisie                    |
| BTV  | KBTV | Aéroport international de Burlington        | Burlington, Vermont, États-Unis               |
| BTW  | WAOC | Aéroport de Batu Licin                      | Batu Licin, Kalimantan du Sud, Indonésie      |
| BTX  | YBEO | Aéroport de Betoota                         | Betoota, Queensland, Australie                |
| BTY  | KBTY | Aéroport de Beatty                          | Beatty, Nevada, États-Unis                    |

## BU
| AITA | OACI | Aéroport                                             | Lieu                                      |
| ---- | ---- | ---------------------------------------------------- | ----------------------------------------- |
| BUA  | AYBK | Aéroport de Buka                                     | île Buka, Papouasie-Nouvelle-Guinée       |
| BUB  | KBUB | Cram Field                                           | Burwell, Nebraska, États-Unis             |
| BUC  | YBKT | Aéroport de Burketown                                | Burketown, Queensland, Australie          |
| BUD  | LHBP | Aéroport international de Budapest-Ferihegy          | Budapest, Hongrie                         |
| BUE  |      | Aire métropolitaine                                  | Buenos Aires, Argentine                   |
| BUF  | KBUF | Aéroport international de Buffalo-Niagara            | Buffalo, New York, États-Unis             |
| BUG  | FNBG | Aéroport de Benguela                                 | Benguela, Angola                          |
| BUI  | WAJB | Aéroport de Bokondini                                | Bokondini, Papouasie, Indonésie           |
| BUJ  | DAAD | Aéroport de Bou Saâda                                | Bou-Saâda, Algérie                        |
| BUK  |      | Aéroport d’Al Buq                                    | Al Buq, Gouvernorat de Sa'dah, Yémen      |
| BUL  | AYBU | Aéroport de Bulolo                                   | Bulolo, Morobe, Papouasie-Nouvelle-Guinée |
| BUM  | KBUM | Butler Memorial Airport                              | Butler, Missouri, États-Unis              |
| BUN  | SKBU | Aéroport Gerardo Tobar López                         | Buenaventura, Colombie                    |
| BUO  | HCMV | Aérodrome de Burao                                   | Burao, Somalie                            |
| BUP  | VIBT | Aéroport de Bathinda                                 | Bathinda, Pendjab, Inde                   |
| BUQ  | FVBU | Aéroport International Joshua Mqabuko Nkomo          | Bulawayo, Zimbabwe                        |
| BUR  | KBUR | Aéroport Bob Hope                                    | Burbank, Californie, États-Unis           |
| BUS  | UGSB | Aéroport international de Batoumi-Alexandre-Kartveli | Batoumi, Géorgie                          |
| BUT  | VQBT | Aéroport de Bathpalathang                            | Jakar, Bhoutan                            |
| BUU  | WIPI | Aéroport de Muara Bungo                              | Muara Bungo, Jambi, Indonésie             |
| BUV  | SUBU | Aéroport de Placeres                                 | Bella Unión, Artigas, Uruguay             |
| BUW  | WAWB | Aéroport Betoambari                                  | Bau-Bau, Buton, Indonésie                 |
| BUX  | FZKA | Aéroport de Bunia                                    | Bunia, République démocratique du Congo   |
| BUY  | YBUN | Aéroport de Bunbury                                  | Bunbury, Australie-Occidentale, Australie |
| BUZ  | OIBB | Aéroport de Bouchehr                                 | Bouchehr, Iran                            |

## BV
| AITA | OACI | Aéroport                                | Lieu                                               |
| ---- | ---- | --------------------------------------- | -------------------------------------------------- |
| BVA  | LFOB | Aéroport de Paris Beauvais Tillé        | Beauvais/Paris, France                             |
| BVB  | SBBV | Aéroport international de Boa Vista     | Boa Vista, Roraima, Brésil                         |
| BVC  | SBBV | Aéroport de Rabil                       | Sal Rei, Boa Vista, Cap-Vert                       |
| BVD  |      | Aéroport de Beaver Inlet                | Beaver Inlet, Alaska, États-Unis                   |
| BVE  | LFSL | Aéroport de Brive-Vallée de la Dordogne | Brive-la-Gaillarde, France                         |
| BVF  | NFNU | Aéroport de Dama                        | Bua, Région septentrionale, Fidji                  |
| BVG  | ENBV | Aéroport de Berlevag                    | Berlevag, comté de Finnmark, Norvège               |
| BVH  | SBVH | Aéroport de Vilhena                     | Vilhena, Rondônia, Brésil                          |
| BVI  | YBDV | Aéroport de Birdsville                  | Birdsville, Queensland, Australie                  |
| BVJ  | USDB | Aéroport de Bovanenkovo                 | Bovanenkovo, Iamalie, Russie                       |
| BVK  | SLHJ | Aéroport de Huacaraje                   | Huacaraje, Bolivie                                 |
| BVL  | SLBU | Aéroport de Baures                      | Baures, Bolivie                                    |
| BVM  | SD6P | Aéroport de Belmonte                    | Belmonte, Bahia, Brésil                            |
| BVN  | KBVN | Aéroport municipal d’Albion             | Albion, Nebraska, États-Unis                       |
| BVO  | KBVO | Aéroport municipal de Bartlesville      | Bartlesville, Oklahoma, États-Unis                 |
| BVP  |      | Aéroport de Bolovip                     | Bolovip, Papouasie-Nouvelle-Guinée                 |
| BVR  | GVBR | Aéroport d'Esperadinha                  | Esperadinha, Brava, Cap-Vert                       |
| BVS  | SNVS | Aéroport de Breves                      | Breves, Pará, Brésil                               |
| BVT  | KBVT | Aéroport international de Burlington    | Burlington, Vermont, États-Unis                    |
| BVU  | PABG | Aéroport de Beluga                      | Beluga, Alaska, États-Unis                         |
| BVV  | UHSB | Aéroport de Burevestnik                 | Burevestnik, Oblast de Sakhaline, Russie           |
| BVW  | YBTV | Aéroport de Batavia Downs               | Batavia Downs, Queensland, Australie               |
| BVX  | KBVX | Aéroport régional de Batesville         | Batesville, Arkansas, États-Unis                   |
| BVY  | KBVY | Airport Municipal de Beverly            | Beverly, Massachusetts, États-Unis                 |
| BVZ  | YBYS | Aéroport de Beverley Springs            | Beverley Springs, Australie-Occidentale, Australie |

## BW
| AITA | OACI | Aéroport                                                         | Lieu                                            |
| ---- | ---- | ---------------------------------------------------------------- | ----------------------------------------------- |
| BWA  | VNBW | Aéroport de Gautam Buddha                                        | Bhairawa, District de Rupandehi, Népal          |
| BWB  | YBWX | Aéroport de l’Île de Barrow                                      | Île de Barrow, Australie-Occidentale, Australie |
| BWC  | KBWC | Aéroport municipal de Brawley                                    | Brawley, Californie, États-Unis                 |
| BWD  | KBWD | Aéroport municipal de Brownwood                                  | Brownwood, Texas, États-Unis                    |
| BWE  | EDVE | Flughafen Braunschweig-Wolfsburg                                 | Brunswick, Basse-Saxe, Allemagne                |
| BWF  | EGNL | Walney Island                                                    | Barrow-in-Furness, Angleterre, Royaume-Uni      |
| BWG  | KBWG | Aéroport régional du comté de Bowling Green                      | Bowling Green, Kentucky, États-Unis             |
| BWH  | WMKB | RMAF Butterworth                                                 | Butterworth, Penang, Malaisie                   |
| BWI  | KBWI | Aéroport international Thurgood Marshall de Baltimore-Washington | Baltimore-Washington, Maryland, États-Unis      |
| BWJ  |      | Aéroport de Bawan                                                | Bawan, Papouasie-Nouvelle-Guinée                |
| BWK  | LDSB | Aéroport de Brač                                                 | Brač, Bol, Croatie                              |
| BWL  | KBKN | Aéroport municipal de Blackwell–Tonkawa                          | Blackwell, Oklahoma, États-Unis                 |
| BWM  | KBPP | Aéroport municipal de Bowman                                     | Bowman, Dakota du Nord, États-Unis              |
| BWN  | WBSB | Aéroport international de Bandar Seri Begawan                    | Bandar Seri Begawan, Brunei                     |
| BWO  | UWSB | Aéroport de Balakovo                                             | Balakovo, Saratov, Russie                       |
| BWP  | AYBI | Aéroport de Bewani                                               | Bewani, Sandaun, Papouasie-Nouvelle-Guinée      |
| BWQ  | YBRW | Aéroport de Brewarrina                                           | Brewarrina, Nouvelle-Galles du Sud, Australie   |
| BWS  |      | Aéroport municipal de Blaine                                     | Blaine, Washington, États-Unis                  |
| BWT  | YWYY | Aéroport de Burnie                                               | Wynyard, Tasmanie, Australie                    |
| BWU  | YSBK | Aéroport de Bankstown                                            | Bankstown, Nouvelle-Galles du Sud, Australie    |
| BWW  | MUBR | Aéroport de Las Brujas                                           | Cayo Santa Maria, Cuba                          |
| BWX  | WADY | Aéroport international de Banyuwangi                             | Banyuwangi, Indonésie                           |
| BWY  | EGVJ | RAF Bentwaters                                                   | Woodbridge, Angleterre, Royaume-Uni             |

## BX
| AITA | OACI | Aéroport                          | Lieu                                          |
| ---- | ---- | --------------------------------- | --------------------------------------------- |
| BXA  | KBXA | George R. Carr Memorial Air Field | Bogalusa, Louisiane, États-Unis               |
| BXB  | WASO | Aéroport de Babo                  | Babo, Manokwari, Indonésie                    |
| BXC  |      | Aéroport de Boxborough            | Boxborough, Massachusetts, États-Unis         |
| BXD  | WAKE | Aéroport de Bade                  | Bade, Java central, Indonésie                 |
| BXE  | GOTB | Aérodrome de Bakel                | Bakel, Sénégal                                |
| BXG  | YBDG | Aéroport de Bendigo               | Bendigo, Victoria, Australie                  |
| BXH  | UAAH | Aéroport de Balkhach              | Balkhach, Oblys de Karaganda, Kazakhstan      |
| BXI  | DIBI | Aéroport de Boundiali             | Boundiali, Côte d’Ivoire                      |
| BXJ  | UAAR | Aéroport de Boraldai              | Almaty, Kazakhstan                            |
| BXK  | KBXK | Aéroport municipal de Buckeye     | Buckeye, Arizona, États-Unis                  |
| BXL  |      | Blue Lagoon Seaplane Base         | Nanuya Lailai, Division occidentale, Fidji    |
| BXM  |      | Aéroport de Batom                 | Batom, Kabupaten des monts Bintang, Indonésie |
| BXN  | LTBV | Aéroport de Bodrum-Ismik          | Bodrum, Turquie                               |
| BXO  | LSZC | Aérodrome de Buochs               | Buochs, Suisse                                |
| BXP  | EPBP | Aéroport de Biała Podlaska        | Biała Podlaska, Pologne                       |
| BXR  | OIKM | Aéroport de Bam                   | Bam, Iran                                     |
| BXS  |      | Borrego Valley Airport            | Borrego Springs, Californie, États-Unis       |
| BXT  | WRLC | Aéroport de Bontang               | Bontang, Indonésie                            |
| BXU  | RPME | Aéroport de Bancasi               | Butuan, Caraga, Philippines                   |
| BXV  | BIBV | Aéroport de Breiðdalsvík          | Breiðdalsvík, Austurland, Islande             |
| BXW  | WARW | Aéroport de Bawean                | Bawean, Java oriental, Indonésie              |
| BXX  | HCMB | Aérodrome de Borama               | Borama, Somalie                               |
| BXY  | UAOL | Aéroport de Baïkonour Krayniy     | Baïkonour, Kazakhstan                         |
| BXZ  | AYNS | Aéroport de Bunsil                | Bunsil, Papouasie-Nouvelle-Guinée             |

## BY
| AITA | OACI | Aéroport                           | Lieu                                        |
| ---- | ---- | ---------------------------------- | ------------------------------------------- |
| BYA  |      | Aéroport de Boundary               | Boundary, Alaska, États-Unis                |
| BYB  |      | Aéroport de Dibbā                  | Dibbā Al-Bayʿah, Oman                       |
| BYC  | SLYA | Aérodrome de Yacuiba               | Yacuiba, Bolivie                            |
| BYD  | OYBI | Aéroport d'Al Bayda'               | Al Bayda', Gouvernorat d'Al Bayda', Yémen   |
| BYF  | LFAQ | Aéroport d'Albert-Picardie         | Bray-sur-Somme, France                      |
| BYG  | KBYG | Aéroport du comté de Johnson       | Buffalo, Wyoming, États-Unis                |
| BYH  | KBYH | Eaker Air Force Base               | Blytheville, Arkansas, États-Unis           |
| BYI  | KBYI | Aéroport municipal de Burley       | Burley, Idaho, États-Unis                   |
| BYJ  | LPBJ | Aéroport de Beja                   | Beja, Portugal                              |
| BYK  | DIBK | Aéroport de Bouaké                 | Bouaké, Côte d’Ivoire                       |
| BYL  |      | Aéroport de Bella Yella            | Bella Yella, Comté de Gbarpolu, Liberia     |
| BYM  | MUBY | Aéroport Carlos Manuel de Céspedes | Bayamo, Province de Granma, Cuba            |
| BYN  | ZMBH | Aéroport de Bayankhongor           | Bayanhongor, Mongolie                       |
| BYO  | SBDB | Aéroport de Bonito                 | Bonito, Mato Grosso do Sul, Brésil          |
| BYP  | YBRY | Aéroport de Barimunya              | Barimunya, Australie-Occidentale, Australie |
| BYQ  | WALV | Aérodrome de Bunyu                 | Bunyu, Kalimantan oriental, Indonésie       |
| BYR  | EKLS | Aéroport de Læsø                   | Læsø, Danemark                              |
| BYS  | KBYS | Bicycle Lake Army Air Field        | Barstow, Californie, États-Unis             |
| BYT  | EIBN | Aérodrome de Bantry                | Bantry, Irlande                             |
| BYU  | EDQD | Aéroport de Bayreuth               | Bayreuth, Allemagne                         |
| BYV  |      | Beira Lake Seaplane Base           | Colombo, Sri Lanka                          |
| BYW  |      | Aéroport de Blakely Island         | Blakely Island, Washington, États-Unis      |
| BYX  |      | Aéroport de Baniyala               | Baniyala, Territoire du Nord, Australie     |

## BZ
| AITA | OACI | Aéroport                                    | Lieu                                          |
| ---- | ---- | ------------------------------------------- | --------------------------------------------- |
| BZA  | MNBZ | Aéroport San Pedro                          | Bonanza, Nicaragua                            |
| BZB  |      | Aéroport de l’île Bazaruto                  | Île Bazaruto, Mozambique                      |
| BZC  | SBBZ | Aéroport Umberto Modiano                    | Armação dos Búzios, Rio de Janeiro, Brésil    |
| BZD  | SBBZ | Aéroport de Balranald                       | Balranald, Nouvelle-Galles du Sud, Australie  |
| BZE  | YBRN | Aéroport international Philip S. W. Goldson | Belize City, Belize                           |
| BZF  |      | Benton Field                                | Redding, Californie, États-Unis               |
| BZG  | EPBY | Aéroport Ignacy Jan Paderewski              | Bydgoszcz, Pologne                            |
| BZH  |      | Aérodrome de Bumi Hills                     | Bumi Hills, Zimbabwe                          |
| BZI  | LTBF | Aéroport de Balıkesir                       | Balıkesir, Turquie                            |
| BZK  | UUBP | Aéroport international de Briansk           | Briansk, Russie                               |
| BZL  | VGBR | Aérodrome de Barisal                        | Barisal, Bangladesh                           |
| BZM  |      | Aéroport de Bemolanga                       | Bemolanga, Madagascar                         |
| BZN  | KBZN | Aéroport régional de Gallatin               | Bozeman, Montana, États-Unis                  |
| BZO  | LIPB | Aérodrome de Bolzano                        | Bolzano, Italie                               |
| BZP  |      | Aéroport de Bizant                          | Bizant, Queensland, Australie                 |
| BZR  | LFMU | Aéroport de Béziers-Cap d'Agde              | Béziers, France                               |
| BZS  |      | Buzzards Point Seaplane Base                | Washington (district de Columbia), États-Unis |
| BZT  |      | Eagle Air Park                              | Brazoria, Texas, États-Unis                   |
| BZU  | FZKJ | Aéroport de Buta Zega                       | Zega, Buta, République démocratique du Congo  |
| BZV  | FCBB | Aéroport international Maya-Maya            | Brazzaville, République du Congo              |
| BZX  |      | Aéroport de Bazhong Enyang                  | Bazhong, Chine                                |
| BZY  | LUBL | Aéroport International Bălţi-Leadoveni      | Bălți, Moldavie                               |
| BZZ  | EGVN | RAF Brize Norton                            | Oxfordshire, Angleterre, Royaume-Uni          |